# Baltsko-jaderský koridor
Baltsko-jaderský koridor (anglicky Baltic-Adriatic Axis, BAA) je evropská iniciativa zaměřená na vybudování vysokorychlostní železniční trati spojující Baltské moře s Jadranem. S přepravou 24 milionů tun nákladu ročně je Baltsko-jaderský koridor považován za jeden z nejdůležitějších transportních koridorů v Evropě. Koridor má vést z Gdaňsku do Boloni, protne Polsko, Českou republiku, Slovensko, Rakousko a Itálii a propojí průmyslové oblasti jako je Varšava, Horní Slezsko, Morava, východní a jihovýchodní Rakousko a severní Itálie. Cílem této iniciativy je odstranění slabých míst podél koridoru, propojení dopravních toků a spojení s ostatními evropskými koridory, zvýšení konkurenceschopnosti železniční dopravy oproti kamiónové.
Roku 2008 začalo Rakousko s výstavbou nového železničního spojení mezi Štýrským Hradcem a Klagenfurtem v délce 127 km. Rychlíkové železniční spojení mezi oběma městy se má zrychlit ze tří na jednu hodinu. V roce 2011 se začalo s výstavbou Semmerinského úpatního tunelu, který je součástí téhož projektu a měl být otevřen v roce 2024. Tunel nahradí horskou dráhu přes průsmyk Semmering z let 1848–1854, která překonává převýšení více než 550 m a je z velké části tvořena oblouky s poloměrem menším než 200 m.